# Ruby Cruz
Ruby Jean Cruz (Los Angeles, 31 marzo 2000) è un'attrice statunitense nota principalmente per aver partecipato alla miniserie televisiva HBO Omicidio a Easttown e al thriller Hulu Castle Rock, nonché per i ruoli di Kit Tanthalos nel fantasy Disney+ Willow e di Hazel Callahan nel film di Emma Seligman Bottoms.

## Biografia

### Primi anni
Ruby Cruz è nata a Los Angeles, California, dall'attore e musicista Brandon Cruz e dall'imprenditrice Elizabeth "Liz" Finkelstein. Ha un fratello maggiore, Lincoln, nato nel 1995. Cresciuta a Los Angeles, Cruz ha iniziato a fare provini per film e serie televisive durante il liceo e ha studiato teatro alla DePaul University prima di intraprendere la professione attorale. I suoi genitori hanno divorziato nel 2018.

### Carriera
Nel 2018 Cruz ha vestito i panni di una versione adolescenziale di Annie Wilkes, personaggio interpretato da Lizzy Caplan in Castle Rock, serie prequel di Misery non deve morire, dove il personaggio è interpretato da Kathy Bates, ricevendo gli elogi di TVLine per il modo in cui ha catturato la fisicità della Caplan nella sua performance. Nel 2020 è invece apparsa nella decima stagione di Blue Bloods.
Nel 2021 ha vestito i panni di Jess Riley nella serie drammatica HBO Omicidio a Easttown. Più tardi quell'anno, Cruz è stata scelta per interpretare Kit Tanthalos, la prima principessa Disney apertamente lesbica, nella serie televisiva Willow, andata in onda dal novembre 2022 come prequel dell'omonimo film del 1988.
Nel 2023 è apparsa come co-protagonista al fianco di Rachel Sennott e Ayo Edebiri in Bottoms, film di Emma Seligman incentrato su tre adolescenti che fondano un club femminista di autodifesa. Nell'anno successivo viene annunciato il suo ingresso nel cast di The Sex Lives of College Girls in un ruolo ricorrente.

## Vita privata
Cruz si identifica come queer.

## Filmografia

### Cinema
- Aging Out, regia di Chester Milton - cortometraggio (2018)
- The Jump, regia di Carla Dauden - cortometraggio (2018)
- Spin, regia di Marielle Woods - cortometraggio (2019)
- God Is a Lobster, regia di Joji Baratelli, Chelsea Eisen e Grace Gallagher - cortometraggio (2020)
- Bottoms, regia di Emma Seligman (2023)
- What Would Jesus Do?, regia di Dempsey Bryk - cortometraggio (2024)
- By Design, regia di Amanda Kramer (2025)
- Steak Dinner, regia di Nathan Ginter - cortometraggio (2025)
- The Threesome, regia di Chad Hartigan (2025)

### Televisione
- Castle Rock - serie TV, 2 episodi (2019)
- The Lost Boys, regia di Catherine Hardwicke - film TV (2019)
- Blue Bloods - serie TV, episodio 10x12 (2020)
- Omicidio a Easttown (Mare of Easttown) - miniserie TV, 6 episodi (2021)
- Willow - serie TV, 8 episodi (2022-2023)
- The Sex Lives of College Girls - serie TV, 5 episodi (2024-2025)

## Doppiatrici italiane
Nelle versioni in italiano delle opere in cui ha recitato, Ruby Cruz è stata doppiata da:
- Roisin Nicosia in Blue Bloods
- Joy Saltarelli in Omicidio a Easttown
- Flora Bonafede in Bottoms
- Lucrezia Marricchi in Willow